# Championnats d'Europe de tir à l'arc 2021
Navigation
Édition précédente Édition suivante
Les Championnats d'Europe de tir à l'arc 2021 sont une compétition sportive de tir à l'arc qui ont lieu du 31 mai au 6 juin 2021 à Antalya, en Turquie. Il s'agit de la 26e édition des Championnats d'Europe de tir à l'arc.

## Participants
| - Allemagne (12) - Autriche (9) - Azerbaïdjan (5) - Belgique (6) - Biélorussie (6) - Bulgarie (4) - Chypre (4) - Croatie (6) - Danemark (11) - Espagne (12) | - Estonie (9) - Finlande (6) - France (12) - Grèce (9) - Hongrie (2) - Irlande (3) - Islande (1) - Israël (6) - Italie (12) - Kosovo (2) | - Lettonie (1) - Lituanie (6) - Luxembourg (5) - Moldavie (5) - Monténégro (1) - Norvège (2) - Pays-Bas (11) - Pologne (12) - Portugal (10) - Roumanie (6) | - Royaume-Uni (3) - Russie (12) - Serbie (4) - Slovaquie (9) - Slovénie (7) - Suède (7) - Suisse (10) - Tchéquie (11) - Turquie (12) - Ukraine (8) |

## Résultats

### Classique
| Épreuves          | Or                                                       | Argent                                                  | Bronze                                                        |
| ----------------- | -------------------------------------------------------- | ------------------------------------------------------- | ------------------------------------------------------------- |
| Individuel hommes | Pablo Acha Espagne                                       | Galsan Bazarzhapov Russie                               | Moritz Wieser Allemagne                                       |
| Individuel femmes | Lisa Barbelin France                                     | Karyna Dziominskaya Biélorussie                         | Denisa Baránková Slovaquie                                    |
| Par équipe hommes | Pays-Bas Steve Wijler Sjef van den Berg Rick van der Ven | Ukraine Ivan Kozhokar Oleksii Hunbin Heorhiy Ivanytskyy | Russie Aldar Tsybikzhapov Galsan Bazarzhapov Beligto Tsynguev |
| Par équipe femmes | Russie Elena Osipova Svetlana Gomboeva Ksenia Perova     | Allemagne Lisa Unruh Michelle Kroppen Charline Schwarz  | Danemark Maja Jager Kirstine Andersen Randi Degn              |
| Par équipe mixte  | Russie Elena Osipova Aldar Tsybikzhapov                  | Espagne Elia Canales Pablo Acha                         | Pologne Magdalena Śmiałkowska Kacper Sierakowski              |

### À poulie
| Épreuves          | Or                                                      | Argent                                                 | Bronze                                                                      |
| ----------------- | ------------------------------------------------------- | ------------------------------------------------------ | --------------------------------------------------------------------------- |
| Individuel hommes | Yakup Yıldız Turquie                                    | Mathias Fullerton Danemark                             | Lukasz Przybylski Pologne                                                   |
| Individuel femmes | Tanja Gellenthien Danemark                              | Ella Gibson Royaume-Uni                                | Sanne de Laat Pays-Bas                                                      |
| Par équipe hommes | Turquie Evren Çağıran Furkan Oruç Yakup Yıldız          | France Quentin Baraër Nicolas Girard Adrien Gontier    | Grèce Dimitrios-Konstantinos Drakiotis Stavros Koumertas Andreas Zacharakis |
| Par équipe femmes | France Lola Grandjean Sophie Dodémont Tiphaine Renaudin | Pays-Bas Sanne de Laat Jody Vermeulen Inge van der Ven | Italie Sara Ret Irene Franchini Marcella Tonioli                            |
| Par équipe mixte  | Belgique Sarah Prieels Reginald Kools                   | Estonie Lisell Jäätma Robin Jäätma                     | Allemagne Janine Meissner Tim Krippendorf                                   |

### Tableau des médailles
- Pays organisateur ( Turquie)

| Rang               | Nation             | Or | Argent | Bronze | Total |
| ------------------ | ------------------ | -- | ------ | ------ | ----- |
| 1                  | Russie             | 2  | 1      | 1      | 4     |
| 2                  | France             | 2  | 1      | 0      | 3     |
| 3                  | Turquie            | 2  | 0      | 0      | 2     |
| 4                  | Danemark           | 1  | 1      | 1      | 3     |
| –                  | Pays-Bas           | 1  | 1      | 1      | 3     |
| 6                  | Espagne            | 1  | 1      | 0      | 2     |
| 7                  | Belgique           | 1  | 0      | 0      | 1     |
| 8                  | Allemagne          | 0  | 1      | 2      | 3     |
| 9                  | Biélorussie        | 0  | 1      | 0      | 1     |
| –                  | Estonie            | 0  | 1      | 0      | 1     |
| –                  | Royaume-Uni        | 0  | 1      | 0      | 1     |
| –                  | Ukraine            | 0  | 1      | 0      | 1     |
| 13                 | Pologne            | 0  | 0      | 2      | 2     |
| 14                 | Grèce              | 0  | 0      | 1      | 1     |
| –                  | Italie             | 0  | 0      | 1      | 1     |
| –                  | Slovaquie          | 0  | 0      | 1      | 1     |
| Total (16 nations) | Total (16 nations) | 10 | 10     | 10     | 30    |